# Halo (пісня)
«Halo» (укр. «Німб») — сингл австрійського діджея LUM!X, який представляв Австрію на Пісенному конкурсі Євробачення 2022 в Турині, Італія разом з Піа Марією, після обрання мовником ORF. Пісня досягла шостого місця в чартах Австрії.

## Реліз
Пісня була офіційно випущена 11 березня 2022 року. Однак 3 березня 2022 року фрагмент та обкладинка пісні просочилися на музичному інтернет-сервісі Beatport.

## Пісенний конкурс Євробачення

### Відбір
9 листопада 2021 року Еберхард Форчер, відповідальний за відбір преставника Австрії, оголосив, що чотири з понад двадцяти митців, які були взяті до уваги, були включені до шорт-листа, а остаточне рішення має бути прийняте в грудні 2021 року.
Пізніше Форчер оголосив, що чотири учасники були скорочені до трьох, і рішення тимчасово перенесено на кінець січня 2022 року. Тоді повідомлялося, що вибір був ще більше звужений до двох виконавців, а саме до DJ Lumix та електронного дуету Anger, і що обраний представник буде оголошений у перший тиждень лютого.
8 лютого 2022 року LUM!X разом з Піа Марією були оголошені представниками Австрії.

### На Євробаченні
25 січня 2022 року було проведено жеребкування, яке розподілило кожну країну в один із двох півфіналів, а також визначило, в якій половині шоу вони виступатимуть. Австрія потрапила до першого півфіналу, який відбувся 10 травня 2022 року, і виступила у другій половині шоу під 13 номером. Пісня «Halo» отримала 42 бали (36 від глядачів та 6 від журі) та посіла 15 місце з 17, тому не змогла потрапити до фіналу.

## Чарти
| Чарт                        | Позиція |
| --------------------------- | ------- |
| Австрія (Ö3 Austria Top 40) | 6       |
| Ісландія (Plötutíðindi)     | 19      |
| Литва (AGATA)               | 31      |

## Нагороди
| Рік  | Організація                          | Категорія                       | Результат |
| ---- | ------------------------------------ | ------------------------------- | --------- |
| 2023 | Австрійська музична нагорода Амадеус | Пісня року                      | Перемога  |
| 2023 | Австрійська музична нагорода Амадеус | Електронна / танцювальна музика | Перемога  |